# 드존테 머레이

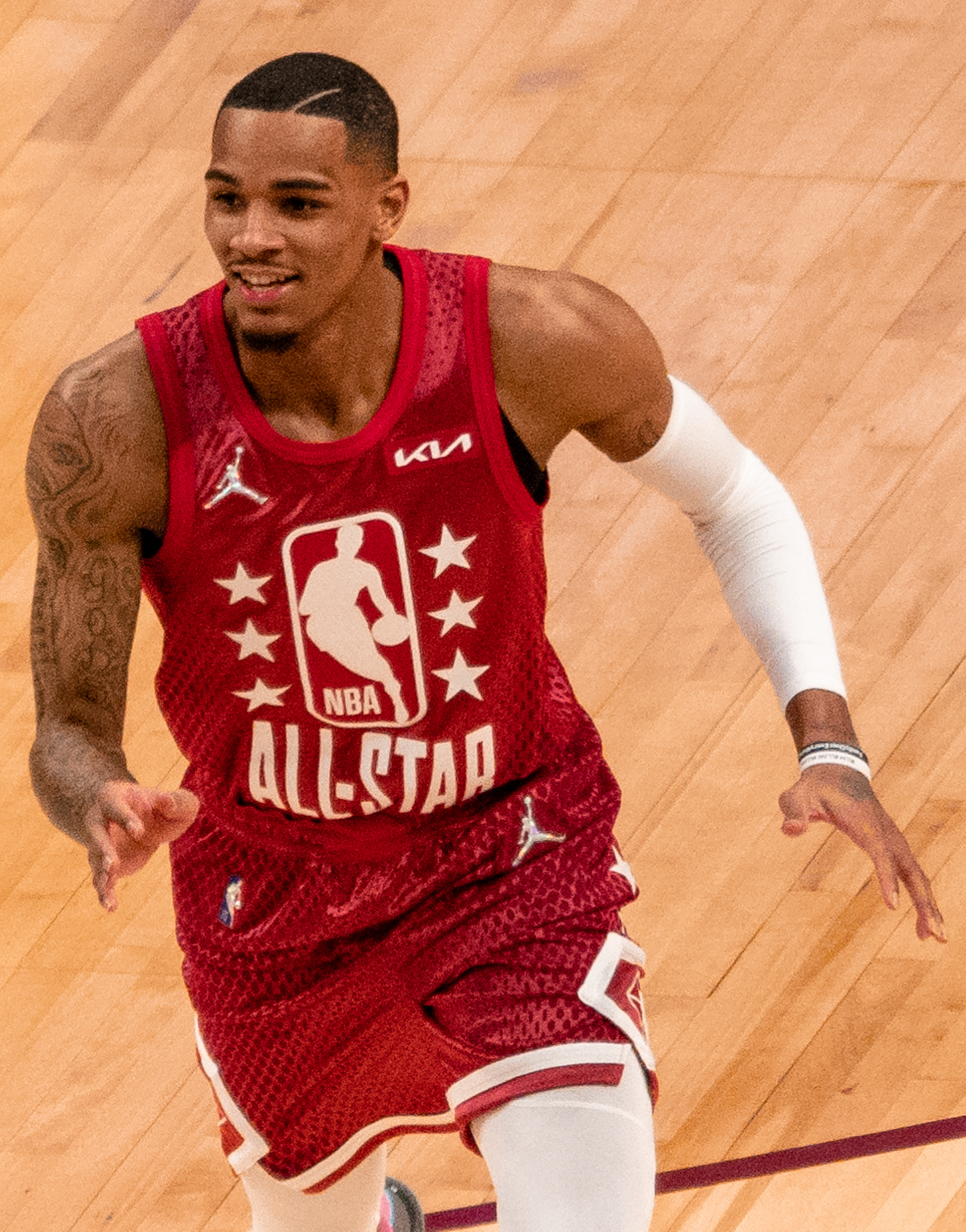

드존테 머레이(Dejounte Murray, 본명: Dejounte Dashaun Murray, /dəˈʒɒnteə/ də-ZHON-tay, 1996년 9월 19일 ~ )는 전미 농구 협회(NBA)의 뉴올리언스 펠리컨스 소속 미국 프로 농구 선수이다. 워싱턴 허스키스에서 대학 농구의 한 시즌을 뛰었고 2015-16년 신입생으로 Pac-12에서 2군 올 컨퍼런스 영예를 얻었다. 2016년 NBA 드래프트 1라운드 전체 29순위로 샌안토니오 스퍼스에 지명됐다. 2022년 머레이는 자신의 첫 NBA 올스타 경기에 이름을 올렸고 도루 부문에서 리그 1위를 차지했다. 통산 트리플더블 부문에서 스퍼스의 프랜차이즈 리더이다. 또한 애틀랜타 호크스에서 뛰었다.

## 프로 경력
- 샌안토니오 스퍼스(2016~2022)
- 애틀랜타 호크스 (2022-2024)
- 뉴올리언스 펠리컨스(2024~현재)